# Rosep

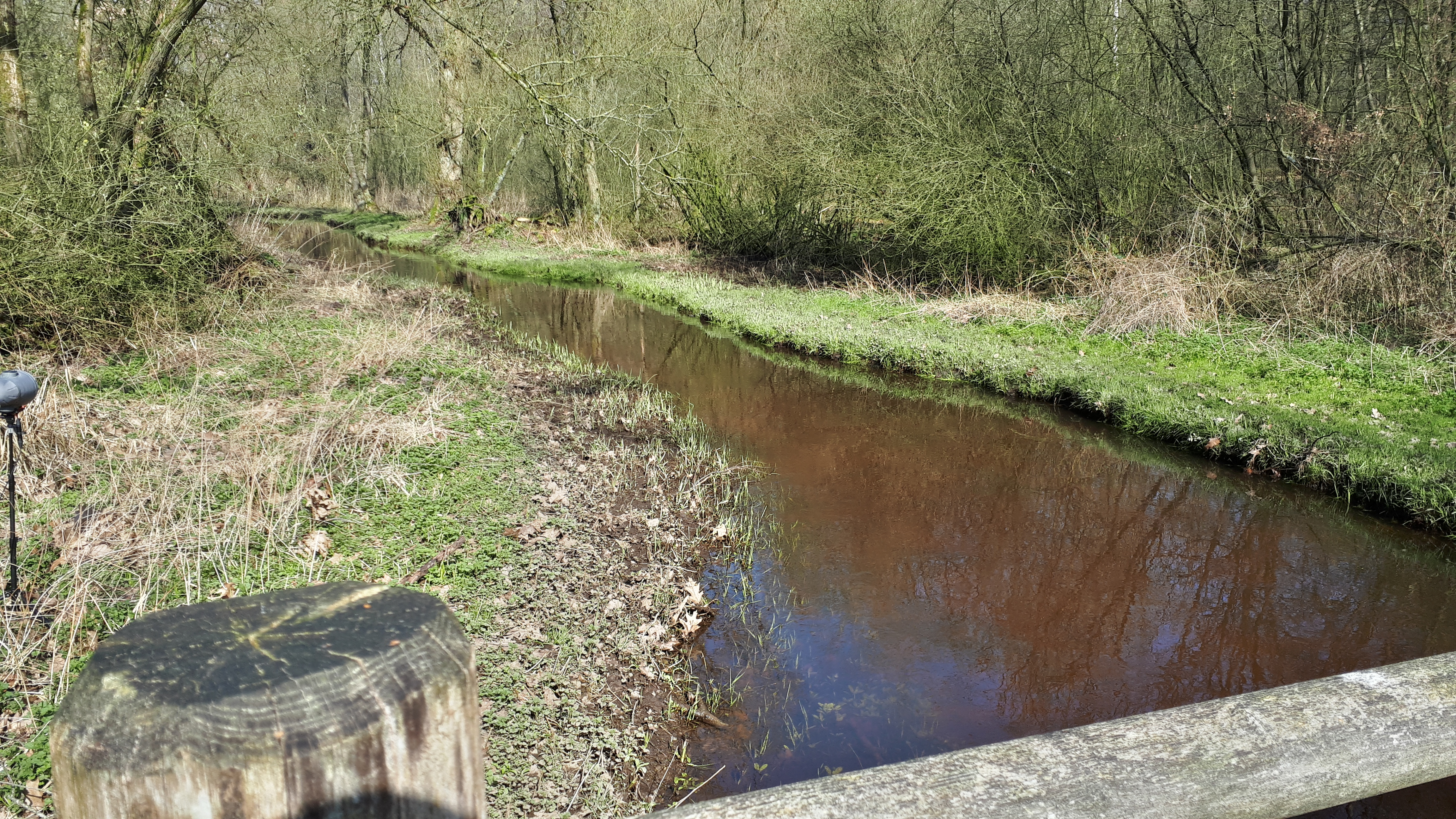
De Rosep

De Rosep is een riviertje in de Nederlandse provincie Noord-Brabant. De Rosep begint als gekanaliseerde beek bij Haghorst. Na de kruising met de weg Moergestel-Oirschot loopt zij grotendeels door het natuurgebied Kampina, waardoor de meanderende loop en karakter bewaard zijn gebleven. De Rosep stroomt langs het Belversven, dat iets naar het oosten ligt.
Ten zuiden van Haaren mondt de Rosep uit in de Esschestroom.
Langs de bovenloop van de Rosep, ter hoogte van de Rosepdreef en de Rozephoeve, ligt het landgoed Rozep, van 254 ha, bestaande uit gemengd bos en cultuurland. Het is in particulier bezit.